# マックス・グレイ
マックス・グレイ (MAX GRAY) とは、アメリカ合衆国の真鍮製鉄道模型のインポーターである。現在は出版業を行っている。
1940年代に日本の真鍮製鉄道模型をアメリカに輸出し、外貨の獲得に貢献した。当初はOゲージを扱っていたが、後にHOゲージを扱うようになる。その後、1970年代まで日本製の鉄道模型を扱っていたが、やがて円高の進行に伴って採算が悪化し、取り扱いを止めた。